# Zofia Nałkowska

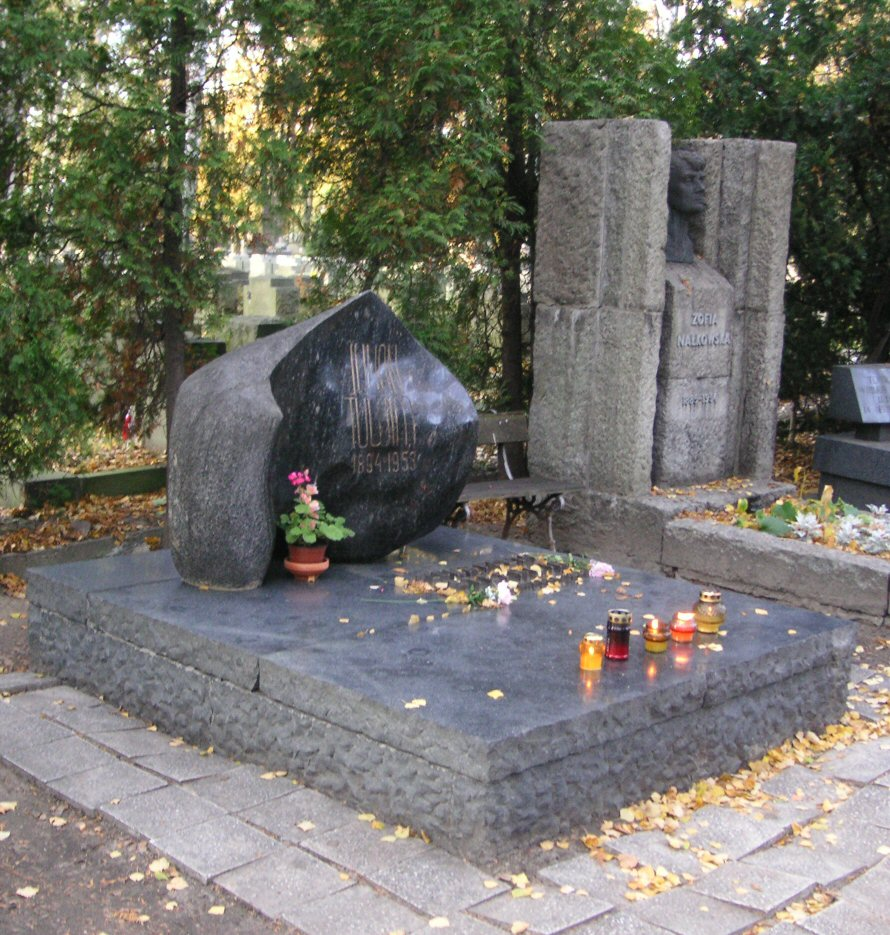
Mormâtul lui Julian Tuwim și al Zofiei Nałkowska în Cimitirul Powązki din Varșovia

Zofia Nałkowska (n. 10 noiembrie 1884, Varșovia, Polonia Congresului, Imperiul Rus - d. 17 decembrie 1954, Varșovia, Polonia) a fost o scriitoare poloneză.
A scris romane de analiză a sufletului feminin în manieră estetizantă și despre injustiția socială a epocii. Se remarcă subtila pătrundere psihologică, stilul sever și concentrat.

## Scrieri
- 1906: Kobiety („Femei”);
- 1907: Książę („Prințul”);
- 1911: Narcyza;
- 1920: Hrabia Emil („Contele Emil”);
- 1923: Romans Teresy Hennert („Romanul Teresei Hennert”);
- 1935: Granica („Frontiera”);
- 1947: Medaliony („Medalioane”);
- 1948: Węzły życia („Legăturile vieții”);
- 1925: Dom nad łąkami („Casa de pe pajiște”), memorialistică.